# Chloritan sodný
Chloritan sodný (chemický vzorec NaClO2) je chemická sloučenina používaná zejména při výrobě papíru.

## Výroba
Volná kyselina, kyselina chloritá (HClO2), je stabilní jen v nízkých koncentracích. Protože ji nelze koncentrovat, komerčně se nevyrábí. Odpovídající sodná sůl, chloritan sodný, je však stabilní a dostatečně levná pro komerční výrobu. Soli těžkých kovů (Ag+, Hg+, Tl+, Pb2+, a také Cu2+ a NH4+) se při zahřátí nebo nárazu explozivně rozkládají.
Chloritan sodný se vyrábí nepřímo z chlorečnanu sodného, NaClO3. Nejprve se redukcí chlorečnanu sodného vhodným redukčním činidlem (například siřičitanem sodným, oxidem siřičitým nebo kyselinou chlorovodíkovou) v silně kyselém roztoku vyrobí explozivně nestabilní plyn oxid chloričitý, ClO2. Ten se pak pohlcuje do zásaditého roztoku a redukuje peroxidem vodíku H2O2 za vzniku chloritanu sodného.

## Použití
Hlavní oblastí použití chloritanu sodného je generování oxidu chloričitého pro bělení textilu, buničiny, papíru a zubní skloviny. Používá se (po konverzi na oxid chloričitý) i při dezinfekci vody v některých úpravnách. Výhodou v porovnání s mnohem běžněji používaným chlorem je, že se z organických kontaminantů netvoří trihalomethany. Chloritan sodný nachází uplatnění také jako složka terapeutických lázní, ústních vod, past a gelů na zuby, ústních sprejů, žvýkaček a zdravotních bonbonů, a také pro roztoky k čištění kontaktních čoček. Používá se i k dezinfekci vzduchových potrubí, topných a klimatizačních zařízení a prostor pro zvířata (stěny, podlahy a další povrchy).
V organické syntéze se chloritan sodný často používá pro oxidaci aldehydů na karboxylové kyseliny. Reakce obvykle probíhá za přítomnosti látky odstraňující chlor.
Chloritan sodný by se měl, jako mnoho dalších oxidačních činidel, chránit před nechtěnou kontaminací organickými materiály, aby nedošlo ke vzniku výbušné směsi.
V poslední době se chloritan sodný používá jako oxidační činidlo pro převod alkylových furanů na odpovídající 4-oxoalkenové kyseliny jednoduchou syntézou v jediné nádobě.
Okyselený roztok 28% chloritanu sodného v destilované vodě, známý jako Miracle Mineral Supplement, bývá někdy propagován jako lék na celou řadu nemocí, ačkoliv jeho léčebné účinky nebyly prokázány.